# 光果山茶
光果山茶（学名：Camellia henryana）为山茶科山茶属下的一个种。

## 扩展阅读
- 維基物種上的相關：光果山茶